# Adiantum mindanaense
Adiantum mindanaense är en kantbräkenväxtart som beskrevs av Edwin Bingham Copeland. Adiantum mindanaense ingår i släktet Adiantum och familjen Pteridaceae. Inga underarter finns listade.